# Three Against the World
Pour plus de détails, voir Fiche technique et Distribution.
Three Against the World est un film d'action hongkongais réalisé par Brandy Yuen et comptant dans sa distribution Andy Lau et Rosamund Kwan.

## Synopsis
Lorsque la compagnie d'assurance du père d'un ami de Charlie Chan (Andy Lau) s'engage à veiller sur une copie inestimable du coran pendant qu'elle est exposée, Charlie jure d'aider à protéger le parchemin. Et quand deux escrocs cherchant à dérober le coran se pointent en ville, Charlie fait tout son possible pour déjouer leurs plans et garder la copie en sécurité.

## Distribution
- Andy Lau : Charlie Chan
- Teddy Robin : Cho Fei-Fan
- Norman Chu : Sharp Shooter Ma Yun-Lung
- Rosamund Kwan : Fille de Fan
- Charlene Tse : Petite amie de Lung
- Sandy Lam : Fille de Fan
- Chin Ka-lok : Siu-ming
- Yuen Woo-ping : Chia Yi-chen déguisé
- Wu Ma : Chia Yi-chen
- Cho Tat-wah : Détective à la recherche de toilettes
- Shing Fui-on : Le malfrat aux bains publics
- Chiu Chi ling : Le malfrat aux bains publics
- Teddy Yip : Père de Siu-ming
- Chung Fat : Parieur
- Corey Yuen : Vendeur de Bonbons
- Cheng Gwan-Min : M. Ng
- Sai Gwa-Pau : Invité à la réception de l'hôtel
- Yuen Shun-yi : Cameo
- Brandy Yuen : Cameo
- Pauline Wong Yuk-wan : Secrétaire Fong

## Musique

### Générique
- Enchanté(心醉)
  - Compositeur: Wong Chanter à
  - Parolier: Chan Ka-kwok
  - Chanteur: Andy Lau

### Musique du film
- Le vrai et le Faux(真真假假)
  - Compositeur: Jonathan Lee
  - Parolier: Calvin Poon
  - Chanteur: Andy Lau, Teddy Robin